# Cicadulina immaculata
Cicadulina immaculata är en insektsart som beskrevs av Webb 1987. Cicadulina immaculata ingår i släktet Cicadulina och familjen dvärgstritar. Inga underarter finns listade i Catalogue of Life.